# Alejandro Solalinde
Alejandro Solalinde (Texcoco, 19 marzo 1945) è un prete messicano, cattolico, difensore dei diritti umani, coordinatore del Ministero della Mobilità Umana del Pacifico meridionale del Vescovado messicano e direttore di Hermanos en el Camino, un rifugio che fornisce ai migranti centroamericani, che cercano di attraversare il confine tra Messico e Stati Uniti, aiuti umanitari e istruzione sottraendoli al racket dei narcos.

## Biografia
Solalinde nacque a Texcoco, nello stato del Messico, da Berta Guerra Muñoz e Juan Manuel Solalinde Lozano. Da giovane si unì ai Cavalieri di Colombo e, dopo essersi diplomato alle medie, cercò di unirsi ai gesuiti, ma fu dissuaso dai suoi superiori dall'aderire a un ordine che era "troppo progressista". Si unì invece all'Istituto Superiore dei Padri Carmelitani a Guadalajara, dove studiò letteratura classica per due anni.
Fu espulso dai Carmelitani a causa delle sue idee e si recò all'Istituto ecclesiastico di studi superiori per studiare filosofia e teologia, ma, non essendo soddisfatto dell'educazione sacerdotale e rimanendo ancora tre anni prima dell'ordinazione, lasciò il seminario con altri quindici seminaristi e formò un gruppo chiamato Consiglio Regionale dei Seminaristi. Fu infine ordinato da monsignor Arturo Vélez, vescovo di Toluca. Solalinde ha conseguito una laurea in storia e psicologia presso l'Università Autonoma dello Stato del Messico, nonché un Master in Terapia Familiare Sistemica.
Ha pubblicamente denunciato gli abusi commessi contro migranti latinoamericani privi di documenti (i "indocumentados", ne spariscono ogni anno 20.000) che finiscono nel lavoro nei campi, nel lavoro minorile, nella prostituzione ed è stato minacciato più volte da organizzazioni criminali che trafficano esseri umani, armi e organi. Il potente cartelo dei Los Zetas ha messo su di lui una taglia da un milione di dollari. Il 26 febbraio 2007 Solalinde ha fondato il rifugio "Hermanos en el Camino" a Ciudad Ixtepec, Oaxaca, il cui compito è fornire un luogo sicuro per i migranti che cercano di andare negli Stati Uniti e offrire loro cibo, riparo, assistenza medica e psicologica, assistenza legale.
Ha ottenuto numerosi premi e riconoscimenti, come la Medaglia Emilio Krieger 2011, assegnata dall'Associazione Nazionale Avvocati Democratici (ANAD), nonché il premio per i diritti umani pace e democrazia, il Premio Pagés Llergo per la democrazia e i diritti umani e il riconoscimento "Lion Heart" dalla Federazione degli studenti universitari dell'Università di Guadalajara (FEU).
Solalinde ha lasciato il Messico nel maggio 2012 a causa di una serie di minacce rivolte al suo lavoro umanitario.
Dopo due mesi di esilio, tornò a Oaxaca dove raccomandò ai politici del PRI di intraprendere un atto di contrizione per gli errori e gli abusi commessi durante i loro 71 anni di governo del paese, e chiese al presidente Enrique Peña Nieto di intraprendere la strada della democrazia. Durante un'intervista, Solalinde raccomandò anche al PRI di non "suonare le trombe" sulla sua discutibile vittoria. Ha inoltre criticato il governatore del PRI di Oaxaca, Ulises Ruiz Ortiz, per la condotta dell'Istituto elettorale federale e i "poteri" che "impongono i candidati".
Nel 2013 padre Solalinde ha impersonato se stesso nel film La gabbia d'oro (La jaula de oro), più volte premiato, in cui è narrata la storia di alcuni adolescenti guatemaltechi nel loro viaggio attraverso il Messico con l'obiettivo di raggiungere gli Stati Uniti. Il film mostra anche l'opera di padre Alejandro.

## Opere
- con Lucia Capuzzi, I narcos mi vogliono morto, Verona, Emi, 2017 ISBN 978 8830723795
- con Karla Maria Gutierrez, Revelaciones De Un Misionero Mi Vida Itinerante, Harper Collins Mexico, 2018 ISBN 978 6079795962